# Urbain Lespoix
Urbain Lespoix (Beverlo, le 30 octobre 1946 – Beverlo, le 3 septembre 2008), est un joueur de football belge qui évoluait au poste de défenseur. Il a passé toute sa carrière dans deux des clubs phares de sa région natale : Beringen et Waterschei.

## Carrière

### Beringen FC
Urbain Lespoix commence son parcours très jeune. Il n'a pas encore dix-sept ans quand il est pris dans le noyau de Beringen qui lutte pour le titre lors de la saison '63-64 mais échoue à quatre points d'Anderlecht.
Solide défenseur, il passe neuf ans au Mijnstadion, mais avec des fortunes différentes de lors de sa "maidden saison". A une ou deux exceptions près (1965, 8es et 1969, 9es), les "Mineurs" passent la plupart des compétitions en fin de classement, luttant pour se maintenir. En 1966, ils ne sauvent leur peau qu'à deux unités par rapport à Berchem. En fin de championnat '69-70, le couperet tombe et c'est la descente en Division 2.
Lespoix ne quitte pas le navire "Rouge et Noir" et participent aux deux exercices suivants dans l'antichambre de l'élite. Après avoir échoué de peu en 1971, avec une troisième place finale derrière le Cercle de Btuges et le "Malinwa", Lespoix et ses équipiers finissent vice champion, juste devancés par Berchem Sport en 1972.

### Waterschei THOR
Beringen retrouve l'élite mais pas Urbain Lespoix qui a signé à Waterschei, lequel a fini le championnat à l'avant-dernière place et descend en Division 3. En 1973, les "Thorians" échouent à deux unités d'OLSE Merksem et doivent patienter jusqu'au terme de la saison '73-74 pour remporter leur série de D3 et remonter d'un étage.
A ce moment, le football belge connait une transformation d'importance avec la création de la Ligue professionnelle belge de football. La D1 est amenée à 20 clubs puis réduite à 18 lors des deux saisons qui suivent. Le championnat de D2 subit une adaptation notable avec la création d'un tour final devant désigné le second montant.
Après une discrète 9e place en 1975, Waterschei se place deux fois pour le tour final mais le termine à autant de reprises aux 2e rang, devant laisser l'accessit vers la D1 à Courtrai d'abord, à la R. AA Louviéroize ensuite.
En 1978, le club "Jaune et Noir" décroche le jackpot. Le titre espéré est acquis et les pensionnaires du stade André Dumont retrouvent une élite nationale qu'ils ont quittée 16 ans plus tôt.
U. Lespoix rejoue donc en Division 1, sept ans après en être descendu. "THOR" assure son maintien en 1979 puis écrit ce qui est alors la plus importante ligne de son palmarès en gagnant la Coupe de Belgique 1980.

### Retour à Beringen
Lespoix passe encore une saison à Waterschei, prestant au passage lors de quatre matches européens (contre Nicosie et Düsselforf) puis choisit de retourner à Beringen.
Initialement, c'est en D2 que le défenseur et son club doivent évoluer puisque les résidents du Mijnstadion ont terminé avant-derniers juste derrière...Waterschei. Mais Le "KBFC" a introduit une plainte contre le Beerschot, lequel aurait tenter de corrompre des joueurs de Beringen. L'affaire fait grand bruit et...traîne en longueur. Punis pour falsification ou tentatives de falsification de la compétition, les Kielratten contestent la sanction et leur renvoi en D2. Ils emploient tous les recours à leur disposition, mais n'obtiennent pas gain de cause. Les Beerschotmen descendent et les Mineurs rouges et noirs se maintiennent.
La saison 1981-1982 est la dernière de la carrière d'Urbain Lespoix et il la preste en Division 1. Le défenseur et son club ne peuvent cependant éviter l'avant-dernière place, synonyme de descente en D2 en compagnie du KV Mechelen.
Le matricule 522 parvient à remonter, via le tour final, la saison suivante. Mais en 1984, il quitte définitivement l'élite du football belge. En 2002, il est englobé dans une fusion avec son voisin du "Vigor", dont le matricule 330 est conservé, pour former le K. VK Beringen.

## Palmarès et Faits marquants
- 1x Vice Champion de Belgique en 1964 (avec le K. Beringen FC).
- 1x Vainqueur de la Coupe de Belgique en 1980  (avec Waterschei THOR).
- 1x Vice Champion de Division 2 belge en 1972 (avec le K. Beringen FC).
- 1x Champion de Division 3 belge en 1978 (avec Waterschei THOR).

## Sources et Liens externes
- Ressource relative au sport :   - FootballDatabase
- Fiche d'Urbain Lespoix footballdatabase.eu
- Nécrologie d'Urbain Lespoix sur nmemoriam.be